# Alfred Moquin-Tandon

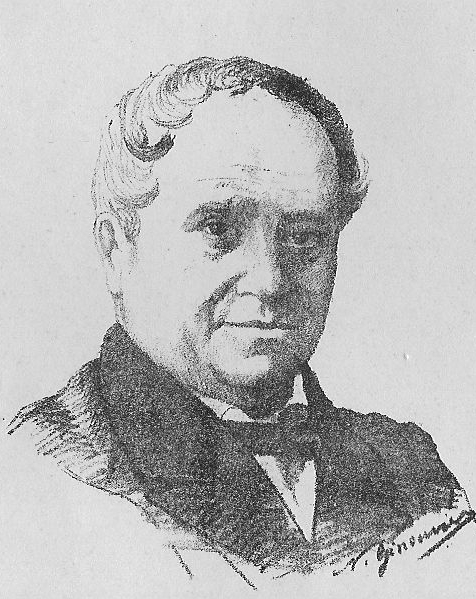
Alfred Moquin-Tandon

Christian Horace Benedict Alfred Moquin-Tandon (7 tháng 5 năm 1804 tại Montpellier - 15 tháng 4 năm 1863 tại Paris) là một nhà tự nhiên học, bác sĩ và nhà văn người Pháp.
Moquin-Tandon là giáo sư về động vật học tại Marseille từ năm 1829 đến năm 1833, cùng thời gian này ông được bổ nhiệm giáo sư thực vật học và giám đốc vườn bách thảo Toulouse. Năm 1850, ông được chính phủ Pháp gửi đến Corse để nghiên cứu hệ thực vật trên đảo này. Năm 1853, ông chuyển đến Paris, sau đó trở thành giám đốc của Vườn bách thảo Paris và Viện Hàn lâm Khoa học Pháp.
Những cuốn sách của ông bao gồm L'Histoire Naturelle des Iles Canaries (1835–44), đồng tác giả với Philip Barker Webb và Sabin Berthelot.
Một trong những di sản của ông là họ Amaranthaceae (Chi Amaranth).

## Công trình nghiên cứu
- Moquin-Tandon A. (1855–1856). Histoire naturelle des mollusques terrestres et fluviatiles de France, contenant des études générales sur leur anatomie et leur physiologie et la description particulière des genres, des espèces et des variétés. (4-5), 368 trang, J.-B. Baillière, Paris.
  - Tập 1
  - Tập 2